# Home Assistant
Home Assistant is een open source platform voor centrale aansturing van slimme apparaten en domotica, met focus op vrijheid en privacy. De software kan zowel als losse software, binnen een container of met een bijbehorend besturingssysteem gebruikt worden. Home Assistant is vervolgens toegankelijk via een webinterface en mobiele applicaties voor Android en iOS. Het platform kan onafhankelijk van een internetverbinding of externe diensten werken en wordt daarom vaak aangewezen als een privacyvriendelijk alternatief voor andere domoticaplatformen.
Home Assistant kan via een breed scala aan integrations, gemaakt door vrijwilligers, communiceren met gangbare domoticaplatformen van onder andere Google, IKEA, Amazon, Apple (HomeKit), Signify (Philips Hue), Tuya en meer. Home Assistant fungeert dan ook als een "hub", vanwaaruit de gebruiker slimme logica, dashboards en automatisering kan programmeren zonder afhankelijk te zijn van verschillende applicaties van verschillende leveranciers van domoticahardware. Home Assistant biedt verder ondersteuning voor verschillende draadloze communicatieprotocollen zoals Bluetooth, Z-Wave en ZigBee. Verder kunnen slimme meters en controlesystemen van bijvoorbeeld zonnepanelen geïntegreerd worden om zo de gebruiker een live overzicht van energieverbruik te bieden, en op basis van verandering in deze data geautomatiseerd actie te ondernemen.
Home Assistant wordt openbaar ontwikkeld en bijdragen komen van vrijwilligers. Tussen september 2013 en juli 2022 hebben in totaal meer dan 2880 personen bijgedragen aan het open source project dat geleid wordt door Paulus Schoutsen. Hiervan werkt een subgroep van 20 tot 30 mensen intensief mee aan de doorontwikkeling van Home Assistant.

## Geschiedenis
Het project is gestart als een Python-applicatie, bedacht door de Nederlander Paulus Schoutsen in 2012, toen hij zijn studie aan het afronden was. Home Assistant, toen nog hass.io, verscheen voor het eerst openbaar op GitHub in november 2013.
Later in juli 2017 werd een beheerd besturingssysteem, Hass.io, geïntroduceerd. Dit besturingssysteem werd geleverd met Home Assistant en moest het vereenvoudigen om de software op singleboardcomputers zoals een Raspberry Pi te draaien. Een "supervisor"-systeem liet gebruikers toe om de installatie te beheren, back-uppen en bij te werken. Verder werden add-ons geïntroduceerd; externe applicaties die de functionaliteit van Home Assistant verder kunnen uitbreiden, zoals DNS-servers, MQTT-brokers en network-shares.
In december 2017 werd een optioneel betaald abonnement geïntroduceerd voor 5 euro per maand, waarmee gebruikers via een externe dienst, gehost door Home Assistant, op afstand hun Home Assistant systeem kunnen bedienen. Dit is in 2018 overgegaan in Nabu Casa, Inc.; welke volledig gefinancierd wordt door abonnementen om serveronderhoud en personeel te betalen.
In januari 2020 onderging Home Assistant een rebranding om duidelijker te kunnen verwijzen naar verschillende onderdelen van de software. De kern van het domoticaplatform werd hernoemd naar Home Assistant Core, en de volledige software inclusief het beheerde besturingssysteem werd hernoemd naar Home Assistant.
In juli 2022 maakte Home Assistant bekend een keurmerk te gaan introduceren. Fabrikanten van domotica kunnen hun producten voorzien van een dergelijk keurmerk om aan te tonen dat gebruikers een goede integratie met Home Assistant kunnen verwachten.